# Adak Island
Adak Island ist eine Insel der Inselgruppe Andreanof Islands innerhalb der Inselkette der Aleuten in Alaska. Sie befindet sich zwischen den Inselgruppen Rat Islands im Westen und Fox Islands im Osten.
Adak Island liegt 14 km östlich von Kanaga Island von dem sie durch die Adak Straße getrennt ist und etwa 1 km westlich von Kagalaska Island. Die Insel ist 48 km lang und bis zu 32 km breit. Die höchste Erhebung ist der 1.189 m hohe Vulkan Mount Moffett, der zusammen mit den Vulkanen Mount Adagdak und Andrew Bay ein kleines gemeinsames vulkanisches Zentrum (~40 km³) darstellt, das die nördliche Halbinsel von Adak Island bildet. Weitere erwähnenswerte Berge sind der Mount Reed und der Mount Vincennes. Die gebirgige Insel mit wenigen ebenen Flächen und Hunderten kleiner Seen besitzt einen eisfreien Hafen und mit dem Adak Airport den modernsten Flughafen in den Aleuten. Auf der Insel liegt Adak, die südlichste Stadt Alaskas.
Adak bedeutet in der Sprache der Unangan in seiner ursprünglichen Schreibweise Adaq Vater.
Alaska Airlines verbindet Adak Island mit King Salmon und Anchorage.

## Geschichte

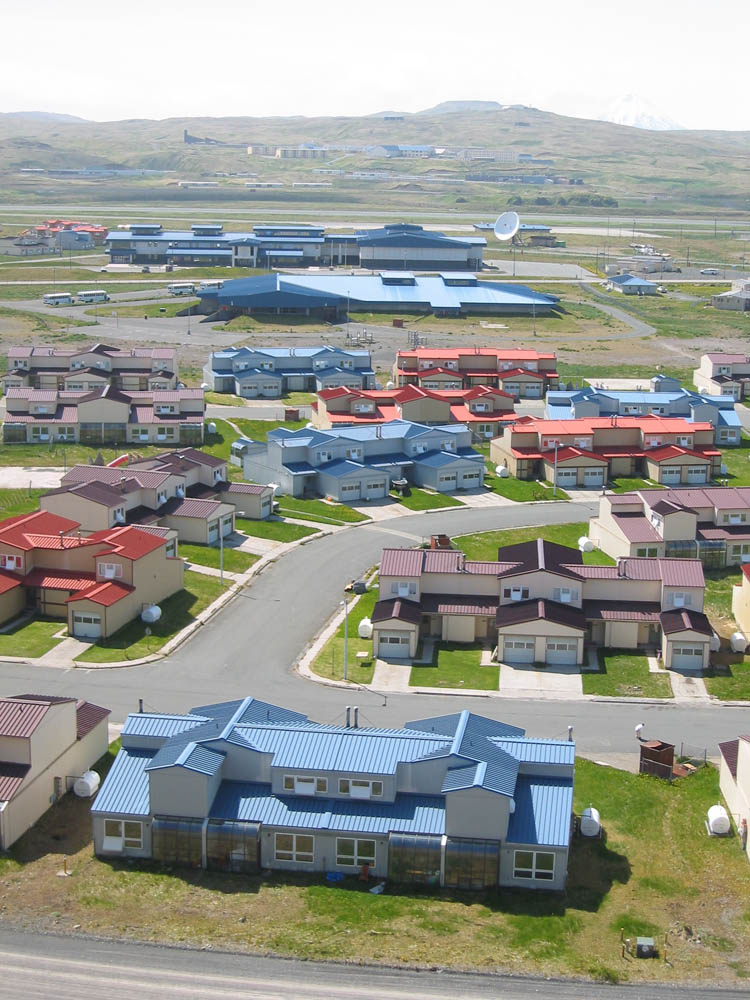
Adak

Adak Island wird seit Urzeiten von den Unangan bewohnt. Im 18. Jahrhundert besuchten russische Entdecker die Insel, sie gründeten aber keine permanenten Siedlungen. Während des Zweiten Weltkriegs besetzte die Japanische Armee zwei der westlichsten Aleuten-Inseln – Attu und Kiska. Im Gegenzug begannen die amerikanischen Streitkräfte einen Feldzug, um die japanischen Besetzer zu vertreiben. Da die nächstgelegene US-Präsenz in Cold Bay lag, begann das Militär Basen in den westlichen Aleuten zu bauen, von denen aus Operationen gegen die Japaner geführt werden konnten. Adak Island wurde als Flugfeld ausgewählt und Bombardierungen der beiden besetzten Inseln begannen im September 1942. Die Angriffe gegen die Japaner, eingeschlossen größere Armee-Boden-Operationen, begannen im Mai 1943 mit einer amerikanischen Landung auf Attu. Die Rückeroberung kostete ungefähr 2500 Japaner und 550 Amerikaner das Leben. Die Landung auf Kiska war problemlos, da die Japaner die Insel aufgegeben hatten, sich im Schutz des Nebels absetzten und den Amerikanern eine leere Insel hinterließen.
Im weiteren Verlauf des Krieges wurde die Insel für Funkaufklärung genutzt, da Adak Island das nächstgelegene US-Terrain zu den japanischen Militär-Einrichtungen auf den Kurilen war. Adak Naval Air Station blieb eine Militärbasis während des Kalten Krieges, wurde dann aber 1995 reduziert und im März 1997 geschlossen.
Kurz danach wurde die Stadt Adak am Ort der früheren Basis gegründet. Nach einer maximalen Bevölkerung von 6000 wies die Insel nach der Volkszählung im Jahr 2000 noch 316 Personen auf, alle in Adak, im nördlichen Teil der Insel. 1980 wurde das Aleutian Islands National Wildlife Refuge gebildet. Der Großteil von Adak Island liegt innerhalb der Grenzen dieses Schutzgebietes.
Bei Adak ist als Teil der Raketenabwehr der USA die Sea-Based X-Band Radar stationiert.
Am 27. Februar 1987 erklärte das Innenministerium der Vereinigten Staaten die Adak Army Base and Adak Naval Operating Base zu einer National Historic Landmark.
Ähnlich wie auf der weiter südlich vor Kanada gelegenen Insel Oak Island, suchen auch auf Adak Island Schatzsucher, begleitet von einem Kamerateam, nach einem angeblich dort versteckten Piratenschatz. Diese Dokumentation wird unter dem Titel Pirate Gold of Adak Island auf Netflix gezeigt.